# Antilithium
 (janvier 2022).
Si vous disposez d'ouvrages ou d'articles de référence ou si vous connaissez des sites web de qualité traitant du thème abordé ici, merci de compléter l'article en donnant les références utiles à sa vérifiabilité et en les liant à la section « Notes et références ».
L'antilithium est l’atome d'antimatière « symétrique » de celui de lithium (7Li, hélium ordinaire). 
Il est composé de trois positons formant un nuage autour de trois antiprotons et de quatre antineutrons comme noyau atomique. 

## Représentation
Il est souvent représenté par le symbole chimique Li, dont l’usage n’est cependant pas reconnu par l’Union internationale de chimie pure et appliquée.